# Katastrofa lotu Trans-Colorado Airlines 2286
Katastrofa lotu Trans-Colorado Airlines 2286 – katastrofa lotnicza, która miała miejsce 19 stycznia 1988 w okolicach miejscowości Bayfield w stanie Kolorado podczas podejścia do lotniska w Durango. Zginęło w niej dziewięć osób, wśród nich również załoga samolotu. 
Rejs był regularnym krajowym lotem pasażerskim z Denver do Durango (obydwa w stanie Kolorado), obsługiwanym dla Continental Express przez Trans-Colorado Airlines. 
Dochodzenie Narodowej Rady Bezpieczeństwa Transportu (NTSB) ustaliło, że najbardziej prawdopodobną przyczyną wypadku było nieprzestrzeganie przez załogę odpowiedniego profilu zniżania, a czynnikiem przyczyniającym się było niedawne zażywanie kokainy przez kapitana.

## Tło

### Samolot
W dniu wypadku lot 2286 był obsługiwany przez dwusilnikowy turbośmigłowy samolot Fairchild Metro III (numer rejestracyjny N68TC), wyprodukowany w 1981 roku. Nabyty przez Trans-Colorado Airlines w 1986 roku. W momencie wypadku miał wylatane łącznie 12 000 godzin. 
Samolot nie był wyposażony w rejestrator głosu w kokpicie ani rejestrator parametrów lotu, ponieważ Federalna Administracja Lotnictwa (FAA) wówczas nie wymagała, aby małe samoloty regionalne były wyposażone w takie rejestratory. Po wypadku FAA nakazała instalację rejestratorów lotu we wszystkich samolotach wykonujących regularne loty.  

### Załoga
Załogę stanowili kapitan Stephen S. Silver (36 lat) i pierwszy oficer Ralph D. Harvey (42 lata), którzy dołączyli do Trans-Colorado odpowiednio w 1986 i 1987 roku. Kapitan Silver wylatał 4 184 godzin, w tym 3 028 godzin na samolocie Fairchild Metro. Pierwszy oficer Harvey miał na koncie 8 500 godzin lotu, z czego 3 458 na Fairchild Metro.

## Wypadek
Lot 2286 odleciał z międzynarodowego lotniska Stapleton w Denver o godzinie 18:20 czasu górskiego jako regularny lot na lotnisko Durango-La Plata County. Na pokładzie znajdowało się łącznie piętnastu pasażerów i dwóch pilotów.
O godzinie 18:53 lot 2286 zgłosił osiągnięcie wysokości przelotowej 7000 m. Kontrola ruchu lotniczego poinformowała lot 2286 o ograniczonej widoczności do Durango, z pułapem zaledwie 250 m, lekkim śniegiem i mgłą w okolicy. O godzinie 19:00 kontrolerzy zapytali lot 2286, czy chcą wykonać podejście według wskazań przyrządów do lądowania (ILS) na pas numer 2 czy podejście nieprecyzyjne na pas numer 20. Z lokalizacji lotu 2286 lądowanie według wskazań ILS wymagałoby cofnięcia się w celu wykonania podejścia na pas nr. 2, co wydłużyłoby lot o dziesięć minut w porównaniu z bardziej bezpośrednim podejściem na pas nr 20. Ponadto kapitan Silver, miał reputację pilota potrafiącego nadrobić stracony czas, wybrał podejście do pasa numer 20, ponieważ pozwoliło mu to zaoszczędzić czas.
Pozwolił pierwszemu oficerowi wykonać podejście do pasa startowego.
O godzinie 19:03 lot 2286 otrzymał zezwolenie na rozpoczęcie zniżania z wysokości przelotowej. Aby wykonać bezpośrednie podejście do Durango, Samolot opadał z prędkością 915 m na minutę, co stanowiło ponad trzykrotność zamierzonej prędkości podejścia. O godzinie 19:14 lot 2286 otrzymał zezwolenie na podejście do pasa startowego i zgłosił osiągnięcie wysokości 4270 m. Samolot kontynuował zniżanie, aż uderzył w ziemię, a następnie podskoczył. Kilkakrotnie przetoczył się, zanim ponownie uderzył w ziemię. Lot 2286 ostatecznie zatrzymał się w odległości około ośmiu kilometrów od lotniska.
Ocalały pasażer lotu 2286 szedł pieszo, aż dotarł do rezydencji. O godzinie 20:34 mieszkaniec skontaktował się z dyspozytorem numeru alarmowego, aby poinformować o ocalałym z katastrofy samolotu. Dyspozytor wysłał pojazd ratunkowy do ocalałego, który dotarł na miejsce o godzinie 20:45. Pięciu innych ocalałych, w tym 23-miesięczne dziecko niesione przez innego ocalałego, przeszło razem około 2,5 kilometra ciągu 1,5 godziny do autostrady. Zobaczyli i spotkali kierowcę, który przetransportował ich około kilometra, aż spotkali pojazd ratunkowy. Ocaleni zostali następnie przetransportowani do lokalnego szpitala. Z 17 osób na pokładzie zginęło 7 pasażerów i obaj piloci.

## Śledztwo i przypuszczalna przyczyna
Śledczy z NTSB dowiedzieli się, że pierwszy oficer Harvey był w przeszłości uzależniony od alkoholu Jednak Harvey przeszedł badanie fizykalne dzień przed katastrofą i stwierdzono, że nie spożywał alkoholu ani narkotyków. Ponadto testy na ciele Harveya dały wynik negatywny na obecność alkoholu lub narkotyków.
Podczas dochodzenia NTSB zostało jednak poinformowane przez innego pilota, że po katastrofie spotkał kobietę, która twierdziła, że jest narzeczoną kapitana Silvera. Kobieta twierdziła, że w noc poprzedzającą wypadek „zażyła woreczek kokainy” z Silverem. NTSB próbowało skontaktować się z kobietą i przeprowadzić z nią wywiad, ale bezskutecznie. Jednakże testy na ciele Silvera wykazały ślady kokainy i jej metabolitów w jego krwi i moczu. NTSB stwierdziło, że Silver prawdopodobnie zażywał kokainę od dwunastu do osiemnastu godzin przed wypadkiem, a jego umiejętności pilotażu prawdopodobnie uległy pogorszeniu w wyniku zażywania narkotyków.

W dniu 4 lutego 1989 r. NTSB wydała raport końcowy dotyczący lotu 2286, w którym stwierdziła prawdopodobną przyczynę katastrofy:
Krajowa Rada Bezpieczeństwa Transportu ustaliła, że prawdopodobną przyczyną tego wypadku był lot pierwszego oficera i nieskuteczne monitorowanie przez kapitana niestabilizowanego podejścia, co spowodowało zejście poniżej opublikowanego profilu zniżania. Do wypadku przyczyniło się pogorszenie wydajności kapitana wynikające z zażywania przez niego kokainy przed wypadkiem.

## W popularnej kulturze
Wypadek i późniejsze śledztwo są tematem 16. odcinka dokumentalnego serialu telewizyjnego Katastrofa w przestworzach, zatytułowanego „Niebezpieczne podejście”, wyemitowanego w lipcu 2016 roku.

## Zobacz również
- Katastrofa lotu Aerofłot 821